# ローマ大火

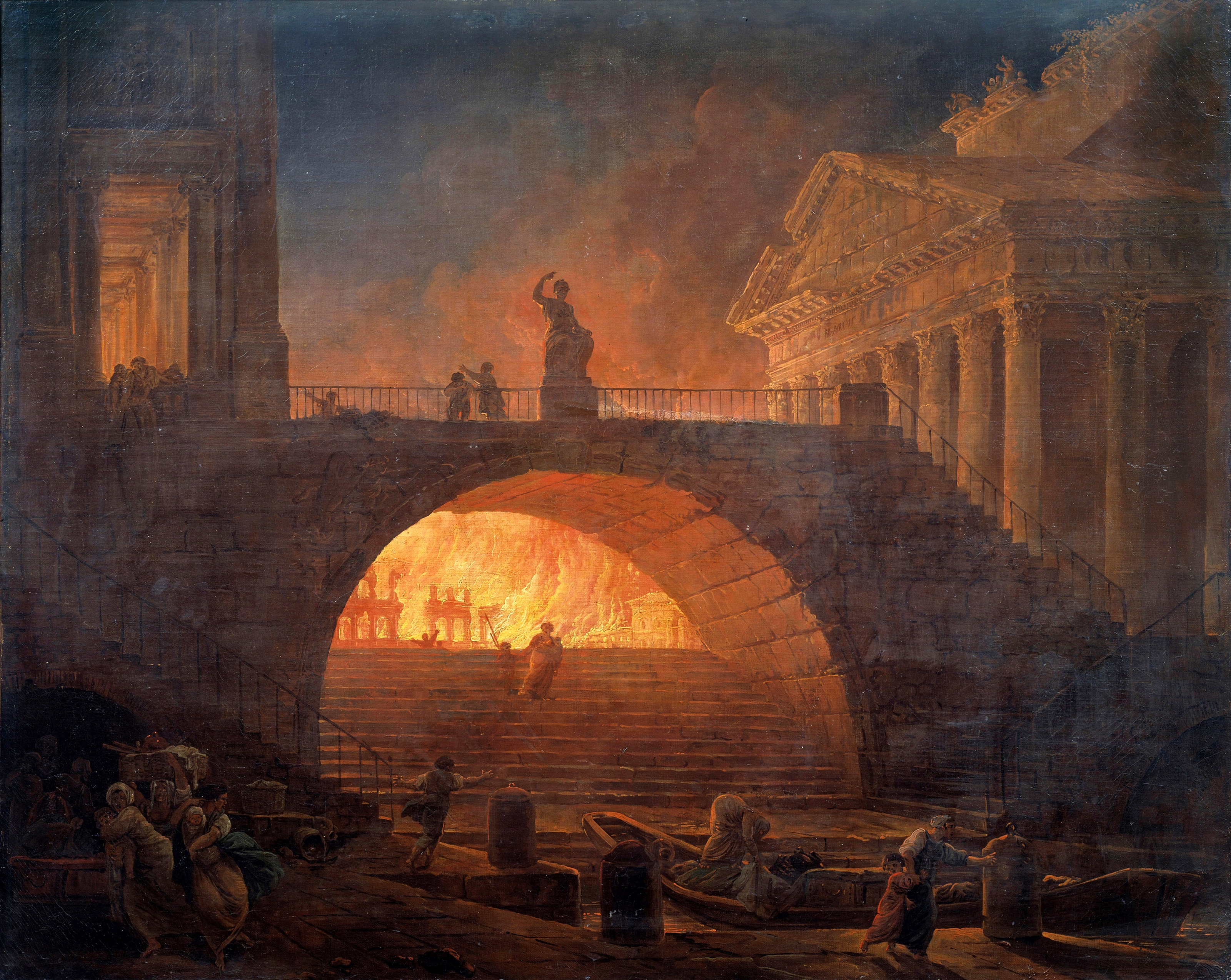
ローマ大火

ローマ大火（ローマたいか、英: Great Fire of Rome）は、西暦64年7月18日、皇帝ネロ時代のローマ帝国の首都ローマで起こった大火災。

## 被害規模
64年7月18日の夜間。ローマ都心に近い大競技場チルコ・マッシモ周辺の商店通りから起こった火が風に煽られ瞬く間に大火事となり、ローマ市14区のうち3分の2にあたる10区を焼いた。内3区は灰燼に帰し、7区は倒壊した家の残骸をわずかに留める程度だったという。
帝政期のローマは100万人以上の大都市だったが、多数の木造建築物と狭い道幅、人口増加による高層集合住宅（インスラ）の密集などが災いし、数日鎮火しない程の火災が幾度も起きていた。ローマ大火はその中でも最大規模の惨事で、完全に鎮火するまで6日7晩かかっている。
出火当時アンティウムの別荘に居た皇帝ネロは、火災の報告を聞くと直ちにローマへ帰り、陣頭指揮をとって鎮火及び被災者を収容する仮設住居や食料の手配にあたった。しかし「大火を宮殿から眺めつつ故事になぞらえ「トロイアの陥落」を吟じていた」という風評が立つ。一旦鎮火するも貧民街から2度目の火の手が上がり、そこがティゲリヌスの所有地で、「ネロは新しく都を造るために放火した」という噂まで流れたという。

## ネロとキリスト教
風評をもみ消そうとしたのか、ネロ帝はローマ市内のキリスト教徒を大火の犯人として反ローマと放火の罪で処刑した。この処刑がローマ帝国による最初のキリスト教徒弾圧とされ、キリスト教世界におけるネロのイメージに大きな影響を与えた。ネロはキリスト教の一般信徒を多数処刑した最初の皇帝（使徒の処刑はそれ以前の皇帝の時代でもあった）。火葬で肉体を損なうと天国へ行けないと考えるキリスト教徒を火刑に処し、ネロの治世にキリスト教の聖人パウロが殉教した伝説があり、ネロは反キリストの代名詞となった。
ちなみにパウロがローマの大火の際に十字架にかけられたというのは俗説である。
例えば、コンスタンティヌス帝によってローマ司教に西方の全権限を委譲する旨の書かれたコンスタンティヌスの寄進状はカールの戴冠、オットーの戴冠、神聖ローマ帝国の建国などの根拠とされているが十五世紀にロレンツォ・ヴァッラによって文書が捏造であることが証明されており、十八世紀にはそれが確かなものであることが確認されている。この文書は八世紀頃、東ローマ帝国に対する首位権を主張するために書かれたものであった。このような事からも、ローマ教会の首位権への執着はうかがえる。他にも、ローマ大火はネロ自ら火を放ったという俗説を唱える者がいるが、ローマ大火が起こった際ネロはアンツィオの別邸にいた。
パウロの殉教について語られた最古の資料は、2世紀末頃書かれた『パウロ行伝』になるが、それにはネロ帝がパウロの斬首を決定したと書かれている。パウロはローマ市民権保持者だったので、見せしめの意味をこめ奴隷や重犯罪者などに行う磔刑ではなく、裁判を経て斬首で処刑されたと考えられている。また、死亡時期は資料によって60年から68年と様々で確定していない。処刑地跡というパウロ縁の地も諸説あるが、教皇庁では64年から68年の間にオスティア街道沿いで斬首されたという説を採用している。

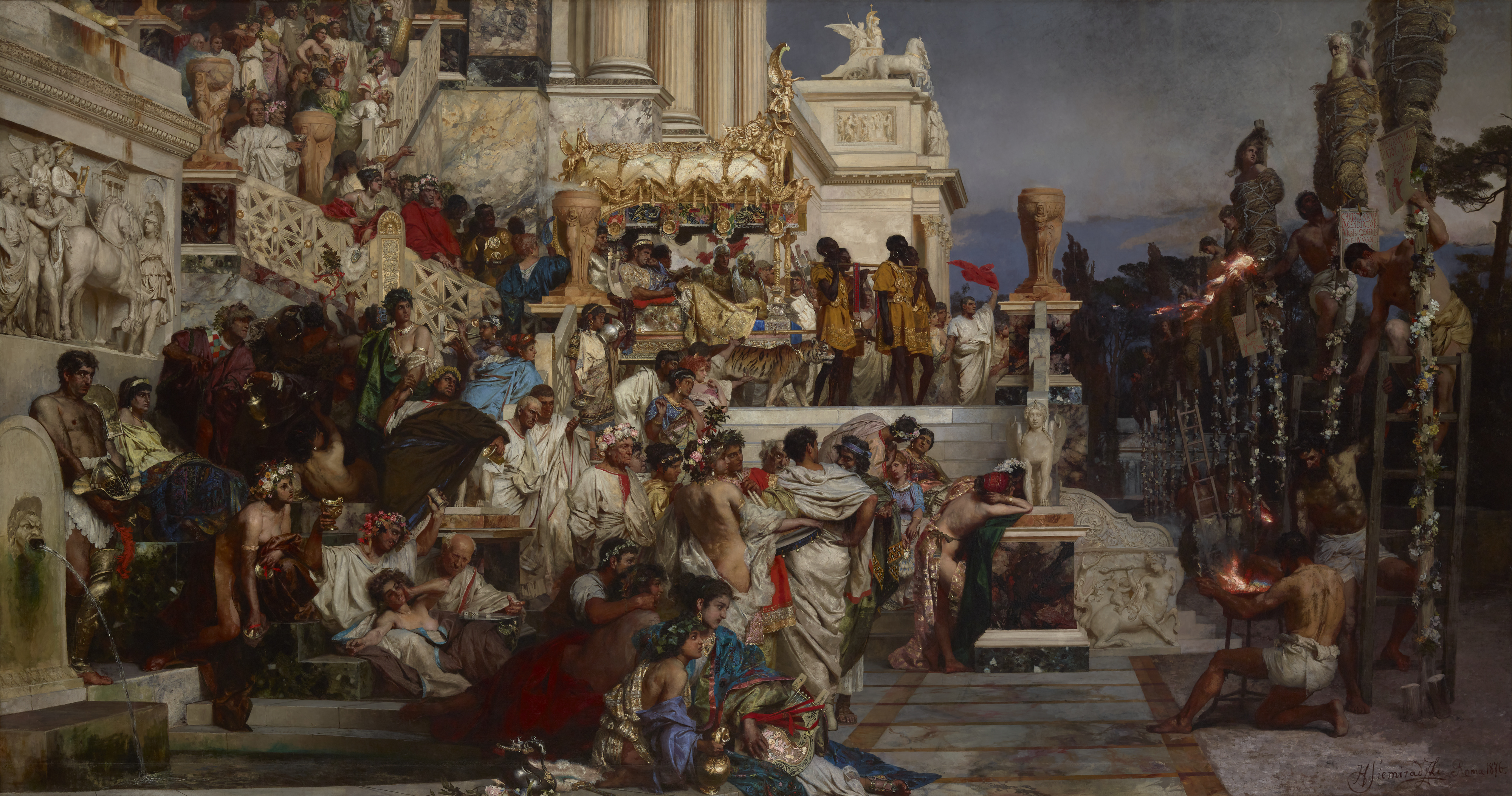
ネロによって火刑にされかかっているキリスト教徒たち

キリスト教徒が放火犯とされた経緯は明らかになっていない。
当時のキリスト教は、クリストゥス（キリスト）信奉者と呼ばれ、ユダヤ教の新興の分派とみなされていた。スエトニウスの『ローマ皇帝伝』では、49年に皇帝クラウディウスが「キリストの扇動で年中騒動を起こすユダヤ人」を首都から追放したとあり、非一神教徒との軋轢が社会問題化していたとも言われる。
キリスト教側の資料でもエウセビオスの『教会史』で、クラウディウス帝時代にローマ市内で聖ペテロが信仰を広めたとあり、首都に少なからず信者が存在したと考えられている。
ローマの史家・文人の多くは、ローマの多神教を否定し伝統的な祭りや儀礼、皇帝への忠誠をも宗教を理由に拒否する一神教徒に嫌悪感を抱いており、1世紀後半 - 2世紀の史家タキトゥスは著書『年代記』でこう語る。「キリスト教徒は日頃から忌まわしい行為でローマ人等に恨み憎まれていた」「この有害極まりない迷信が、最近再び都で猖獗を極めていた」と。
『年代記』はローマの大火について最も詳しくかつ最も近い時代に書かれた資料であり、著者タキトゥスの、ネロが放火したという噂をもみ消すために嫌われ者のキリスト教徒を身代わりの被告にして処刑したという説が有力とされている。しかし、タキトゥスの著作は後世の史家の視点で書かれたものであり時系列に矛盾があるため、議論の対象になっている。
スエトニウスの伝記『ローマ皇帝伝』では、ローマの町並の醜悪さを嫌ったネロ帝がローマを改造するため自ら放火し火災を眺めたとしている。最もよく知られた説だが、建物が密集し防火の外壁もなかった町を任意の区画だけ焼くのは不可能であり、醜悪なインスラ群だけでなく皇帝の居住するパラティーノの丘にあった数多くの邸宅や神殿、そこにあった宝物や美術品、ネロの館ドムス・トランシトリアが完全に焼け落ちている事実などから、否定される傾向にある。大火関連でのキリスト教徒についての言及はない。（ネロの章でキリスト教徒について述べられた部分は「前代未聞の有害な迷信に囚われた人種であるキリスト教徒が処罰された」という1文のみで、これは“ネロの善政”として挙げられている逸話。『ローマ皇帝伝』は歴史書ではなく逸話集であり時系列や背景がはっきりしない）
ネロと同時代のユダヤ人史家フラウィウス・ヨセフスの『ユダヤ戦記』によると、ネロの愛妻ポッパエア皇后とユダヤ人社会に密接な繋がりがある事実などから、大火の被害を受けなかったローマ市内のユダヤ人居住区のユダヤ人が放火犯だと疑われ迫害される筈がポッパエアの口添えでキリスト教徒のみが犯人とされたとする説も古くから存在する。ユダヤ教との完全な決別、原始キリスト教の成立過程に絡む事件という見方もある。
ロンドン大火等の大規模災害の事例と照らし合わせて、多民族を抱える大都市を襲った災害の混乱の中、火事場泥棒や流言飛語が横行したローマの治安回復と人心の安定のために犯人を作り出した、もしくは実際にキリスト教徒が怪しまれたので処刑されたとも言われる。

## 首都ローマの再建
大火後、ネロは火災に強い都市造りを主導する。道幅を広げ建物の高さを制限し、各家は固有の壁で囲む事、共同住宅には中庭・消火用器具を設置する事、住居は一定の部分を耐火性のある石で造る事などが義務付けられた。ネロの私費で防火用の柱廊が敷設され、火災に対応できるよう水道が整備される。区画整理によりローマの街並みは一変した。
ネロは自身の宮殿など建築物にローマン・コンクリートを用いた新たな建築様式を導入したとされる。
神殿や歴史的な記念碑を始めとするローマの伝統的な建築物が一掃された後の急速かつ大規模な変革に加え、ネロが被災後都心に新造したヴィッラ（別荘）形式の宮殿ドムス・アウレアが皇帝への反感と不信を生んだ。
そのため、ネロがより壮大な宮殿を建てる道を切り開くために放火をした、という噂が絶えなかった。現在では歴史家によって次の理由からその噂は否定されている。一つは大火の後にネロが建築した新しい宮殿は焼けた宮殿とほとんど同じであったという事。もう一つは、出火当時満月であったという事。放火犯は月のない闇夜を好む事実から、満月の日に放火することは考えにくい。